# Madeirarankor
Madeirarankor (Anredera) är ett släkte av malabarspenatväxter. Av släktets arter används madeirarankan (Anredera cordifolia) som bladgrönsak och rotfrukt.

## Lista över arter
Arter i släktet enligt Catalogue of Life:
- Anredera aspera
- Anredera baselloides
- Anredera boliviensis
- Anredera brachystachys
- Anredera cordifolia
- Anredera densiflora
- Anredera diffusa
- Anredera floribunda
- Anredera krapovickasii
- Anredera marginata
- Anredera minor
- Anredera ramosa
- Anredera tucumanensis
- Anredera vesicaria